# Canton de Fort-de-France-7
Le canton de Fort-de-France-7 est une ancienne division administrative française située dans le département et la région de la Martinique.

## Géographie
Le canton de Fort-de-France-7 faisait partie de l'arrondissement de Fort-de-France. C'était l'un des dix cantons correspondant à une partie de la commune de Fort-de-France.

## Histoire
À la suite des élections territoriales de décembre 2015 concernant la collectivité territoriale unique de Martinique, le conseil régional et le conseil général sont remplacés par l'assemblée de Martinique. De fait, les cantons disparaissent.

## Administration
| Période | Période       | Identité                  | Étiquette | Qualité                                        |
| ------- | ------------- | ------------------------- | --------- | ---------------------------------------------- |
| 1985    | 2001          | Léon Zami                 | PPM       | Cadre à EDF Adjoint au maire de Fort-de-France |
| 2001    | 2008          | Francis Carole            | Palima    | Conseiller municipal de Fort-de-France         |
| 2008    | décembre 2015 | Christian Edmond-Mariette | PPM       | Vice-Président du Conseil général              |

## Composition
Le canton de Fort-de-France-7 se composait uniquement d'une partie de la commune de Fort-de-France et comptait 19 931 habitants (population municipale) au 1er janvier 2012,.

## Démographie
| 1961 | 1967 | 1974 | 1982 | 1990 | 1999   | 2006   | 2009   | 2012   |
| ---- | ---- | ---- | ---- | ---- | ------ | ------ | ------ | ------ |
| -    | -    | -    | -    | -    | 21 815 | 20 936 | 20 510 | 19 931 |